# مطار رانتاسالمي
مطار رانتاسالمي (بالفنلندية: Rantasalmen lentokenttä)‏ هو مطار يقع في رانتاسالمي، فنلندا، على بعد حوالي 2 ميل بحري (3.7 كـم؛ 2.3 ميل) شرق مركز بلدية رانتاسالمي.

## روابط خارجية
- VFR Suomi / فنلندا - مطار رانتاسالمي
- Lentopaikat.net - مطار رانتاسالمي باللغة الفنلندية